# Welizar Szałamanow
Welizar Szałamanow, bułg. Велизар Шаламанов (ur. 24 grudnia 1961 w Karłowie) – bułgarski inżynier i wojskowy, w 2014 minister obrony.

## Życiorys
Absolwent liceum matematycznego w Płowdiwie oraz wyższej szkoły sił powietrznych w Dołnej Mitropoliji (1984) ze specjalizacją w radiotechnice. W 1995 ukończył studia z zarządzania operacyjnego i taktycznego na Akademii Wojskowej w Sofii, kształcił się też m.in. w George C. Marshall European Center for Security Studies. W 1991 obronił doktorat z cybernetyki w Kijowie, od 1998 był profesorem nadzwyczajnym systemów kontroli automatycznej. Wykładał m.in. na Uniwersytecie Sofijskim oraz Uniwersytecie Gospodarki Narodowej i Światowej. W 2017 został profesorem nadzwyczajnym w jednym z instytutów badawczych.
Od 1984 do 1998 zawodowy oficer w bułgarskiej armii. Później pracował m.in. jako dyrektor programów i kierownik działu w instytucjach naukowych oraz doradca ds. bezpieczeństwa prezesa Bułgarskiej Akademii Nauk. Od 2009 był dyrektorem ds. współpracy między państwami w NATO Consultation, Command and Control Agency, zaś od 2013 do 2017 dyrektorem w tej agencji. Zasiadał w radach doradczych i zarządach międzynarodowych organizacji zajmujących się bezpieczeństwem.
W latach 1998–2001 był wiceministrem obrony ds. polityki wojskowej, planowania i integracji, później wchodził w skład kierownictwa państwowego przedsiębiorstwa zbrojeniowego Teream EAD. Był jednym z autorów programu Płan 2004, mającego na celu modernizację bułgarskiej armii, m.in. pod kątem akcesji Bułgarii do NATO. Od sierpnia do listopada 2014 pełnił funkcję ministra obrony w rządzie Georgiego Bliznaszkiego. W 2017 zaangażował się później w działalność partii Tak, Bułgaria! Christa Iwanowa, odpowiadając w niej za kwestie obronności.
W wyborach z kwietnia i lipca 2021 z ramienia koalicji Demokratyczna Bułgaria uzyskiwał mandat posła do Zgromadzenia Narodowego 45. i 46. kadencji.

## Życie prywatne
Żonaty, ma córkę.